# آنا لوسون
آنا لوسون، FBA FAcSS (من مواليد 1966) هي باحثة قانونية بريطانية متخصصة في الإعاقة والقانون. منذ عام 2013، كانت أستاذة للقانون في جامعة ليدز. كما عملت أيضًا كمديرة مشتركة لمركز دراسات الإعاقة بالجامعة من عام 2015 إلى عام 2023. عملت أيضًا كمستشارة خاصة للجنة المرأة والمساواة في مجلس العموم ومستشارة خبيرة لمجلس أوروبا.

## الحياة المبكرة والتعليم
وُلِدت لوسون عام 1966 في هولي هيد، شمال ويلز. إنها عمياء، حيث فقدت بصرها بسبب الضمور البقعي بين سن 7 و25 عامًا، وتلقت تعليمها في إكسهال جرينج، وهي مدرسة متخصصة للتلاميذ ضعاف البصر. حصلت على درجة البكالوريوس في القانون من جامعة ليدز، ودرجة البكالوريوس في القانون المدني من كلية جيسوس، أكسفورد. حصلت أيضًا على درجة الدكتوراه في الفلسفة من جامعة ليدز في عام 2015؛ وقد مُنحت درجة الدكتوراه عن طريق العمل المنشور، وليس عن طريق أطروحة الدكتوراه.

## الأوسمة
في 28 نوفمبر 2017، تم تعيين لوسون عضوًا فخريًا في محكمة ميدل تمبل. في يوليو 2022، تم انتخابها زميلة في الأكاديمية البريطانية، وهي الأكاديمية الوطنية في المملكة المتحدة للعلوم الإنسانية والاجتماعية. وهي أيضًا زميلة منتخبة في أكاديمية العلوم الاجتماعية.

## أعمال مختارة
- لوسون، آنا؛ غودينغ، كارولين، المحررون (2005). حقوق الأشخاص ذوي الإعاقة في أوروبا: من النظرية إلى التطبيق. أكسفورد: دار هارت للنشر.

- لوسون، آنا (2008). قانون الإعاقة والمساواة في بريطانيا: دور التعديل المعقول. أكسفورد: دار هارت للنشر.

- لوسون، آنا؛ شيك، داجمار، المحررون (2011). قانون عدم التمييز في الاتحاد الأوروبي والتقاطعية: دراسة مثلث التمييز العنصري والجنسي والإعاقة. فارنهام: آشجيت.

- وادينغتون، ليزا؛ لوسون، آنا، المحررون (2018). اتفاقية الأمم المتحدة لحقوق الأشخاص ذوي الإعاقة في الممارسة: تحليل مقارن لدور المحاكم. أكسفورد: مطبعة جامعة أكسفورد.